# 西奧爾德姆和羅伊頓 (英國國會選區)

選區在大曼徹斯特郡的位置

西奧爾德姆和羅伊頓 （英語：Oldham West and Royton），英國國會一自治市選區，位於大曼徹斯特郡東北部、曼徹斯特東北，包括奧爾德姆都市自治市西部九個地方選區。
自1997年創設至今的當區議員為工黨的麥卓賢。在2010年大選中，他以45.5%選票連任成功。